# Tytthocope cariacensis
Tytthocope cariacensis là một loài chân đều trong họ Munnopsidae. Loài này được Paul & Menzies miêu tả khoa học năm 1971.